# Ernest Constans
Pour les articles homonymes, voir Constans.
Jean Antoine Ernest Constans, né le 3 mai 1833 à Béziers (Hérault) et mort le 7 avril 1913 à Paris, est un homme politique français. Il repose au cimetière de Sainte-Croix (Aveyron).

## Biographie
Fils de Armand Constans, receveur de l'enregistrement, et de Marie Victoire Galtié, Ernest passe sa licence de droit à Toulouse en 1854, puis le doctorat en 1857. Le 19 février 1857, il épouse à Sainte-Croix dans l'Aveyron Magdeleine Masbou, fille d'un avocat.
En 1861, il exerce comme avocat à Toulouse. Son père étant décédé et ayant un petit héritage, il tente sa chance à Barcelone. D'abord associé à Cousinet, il est marchand de charbon anglais et c'est une première faillite. Il crée en 1862, sous le nom de Don Ernesto Constans y Galtié ,, une entreprise de pompes locomobiles  Ernesto Constans y compania  associé en commandite avec Puig y Puig un banquier catalan. La société fait faillite et Ernest Constans rentre en France  pour reprendre ses études de droit.
Ayant réussi son agrégation en 1867, Ernest Constans devient professeur de droit à la faculté de Douai et revient à Toulouse en 1870. En 1874 après 16 ans d'absence, il réintègre la franc-maçonnerie et, en 1875, devient vénérable de la loge toulousaine « les Cœurs réunis » avant d'être élu député de la Haute-Garonne (circonscription de Toulouse) en 1876, siégeant dans la Gauche républicaine. 
Lors de la crise du 16 mai 1877, il est l'un des signataires du manifeste des 363. Réélu en octobre 1877, il est appelé comme ministre de l'Intérieur dans le gouvernement de Charles de Freycinet (du 17 mai 1880 au 14 novembre 1881).
En 1887, il est nommé chef de la légation française à Pékin. En tant que tel, il est l'un des signataires de la convention du 26 juin 1887 établie entre la France et la Chine pour délimiter la frontière entre la Chine et le Tonkin. Du 16 novembre 1887 à avril 1888, Constans est le premier gouverneur général de l'Indochine française, placée sous protectorat français.
Selon l'historien Charles-Robert Ageron, les conceptions d'Ernest Constans quant aux questions coloniales sont d'un « cynisme agressif », la colonisation ayant pour but principal l'enrichissement des colons. 
Le 22 février 1889, il redevient ministre de l'Intérieur dans le gouvernement de Pierre Tirard qui cherche un républicain, homme à poigne, pour contrecarrer les entreprises du général Boulanger. Constans est en outre franc-maçon, ce qui, dans le contexte d'alors, est également une recommandation. Il se signale par sa répression du boulangisme, ordonnant la dissolution de la Ligue des patriotes (3 avril 1889). Il fait également courir la rumeur de l'arrestation imminente du général Boulanger et de son jugement en Haute Cour pour « attentat contre la sûreté de l'État », ce qui amène l'intéressé à s'enfuir en Belgique, en le discréditant auprès de l'opinion.  
Constans démissionne le 1er mars 1890, entraînant la chute du gouvernement. 
Il retrouve son portefeuille dans le gouvernement de Charles de Freycinet, le 17 mars 1890. Bien que violemment pris à partie par les députés boulangistes et par une partie de la presse,, il reste en fonctions jusqu'à la chute du gouvernement, le 26 février 1892. Entre-temps, il est élu sénateur de la Haute-Garonne le 29 décembre 1889.
Le 10 avril 1895,  par un amendement déposé au Sénat, il est à l'origine de la présence obligatoire de l'avocat dans le cabinet du juge d'instruction. La loi du 8 décembre 1897 qui intègre l'amendement, est communément appelée « loi Constans ».
Le 27 décembre 1898, il est nommé ambassadeur à Constantinople, fonction qu'il occupe jusqu'en juin 1909. Il y mène une diplomatie personnelle largement indépendante de la politique étrangère française, peut-être guidée par l'appât du gain, ce qui expliquerait notamment son rôle très actif dans le développement du projet de chemin de fer reliant Constantinople à Bagdad.

## Hommages
- Au pied de la fontaine de la place Plumancy à Périgueux, des plaques mentionnent les noms de personnalités de l'époque à laquelle le monument fut érigé : celui de Ernest Constans figure sur l'une d'elles[12].
- Il est représenté dans le fragment subsistant du panorama L'Histoire du siècle (1789-1889) de Henri Gervex et Alfred Stevens[13], deux marches au-dessus du président Sadi Carnot, à gauche en faisant face au tableau.

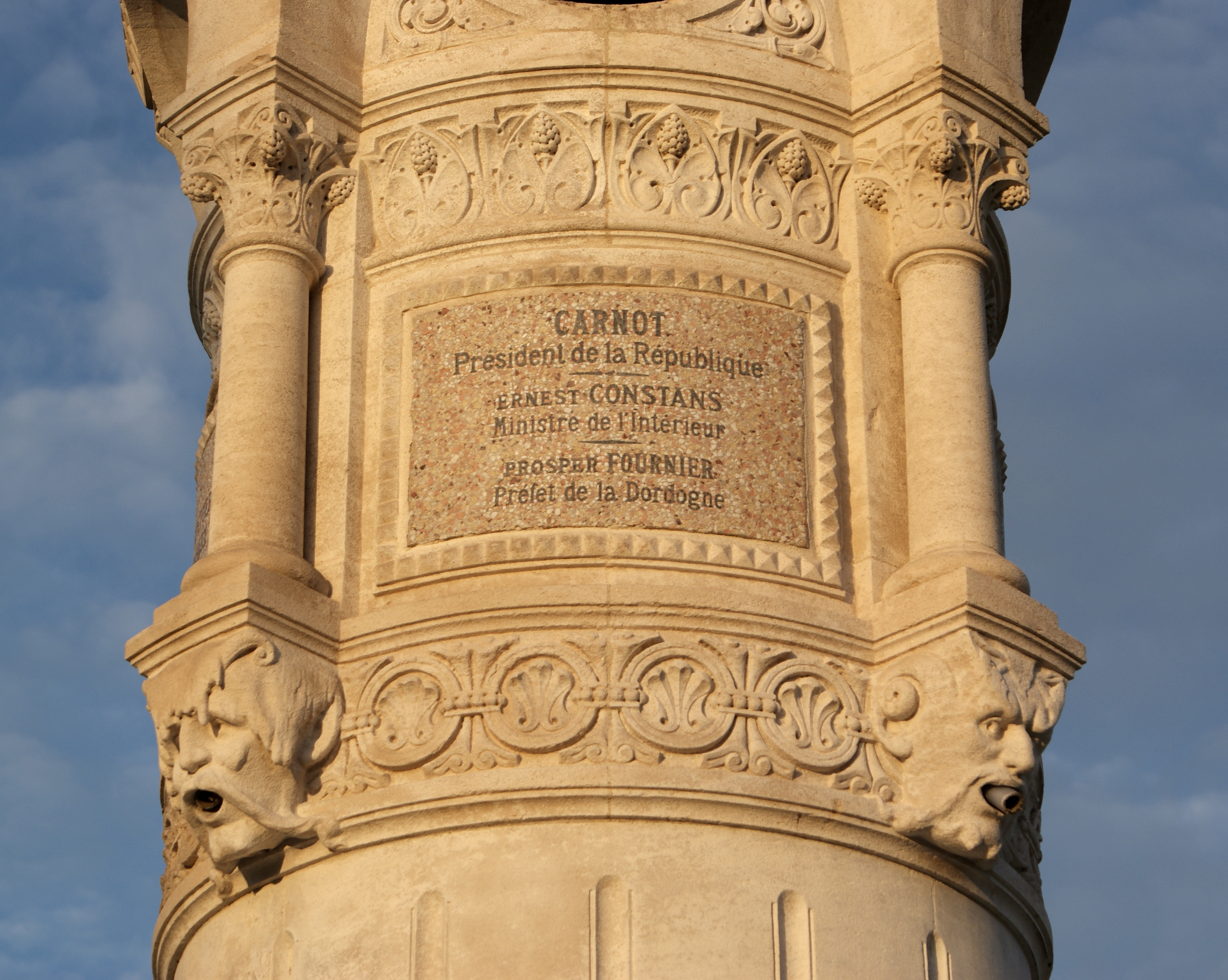
Plaque sur la fontaine, place Plumancy, Périgueux
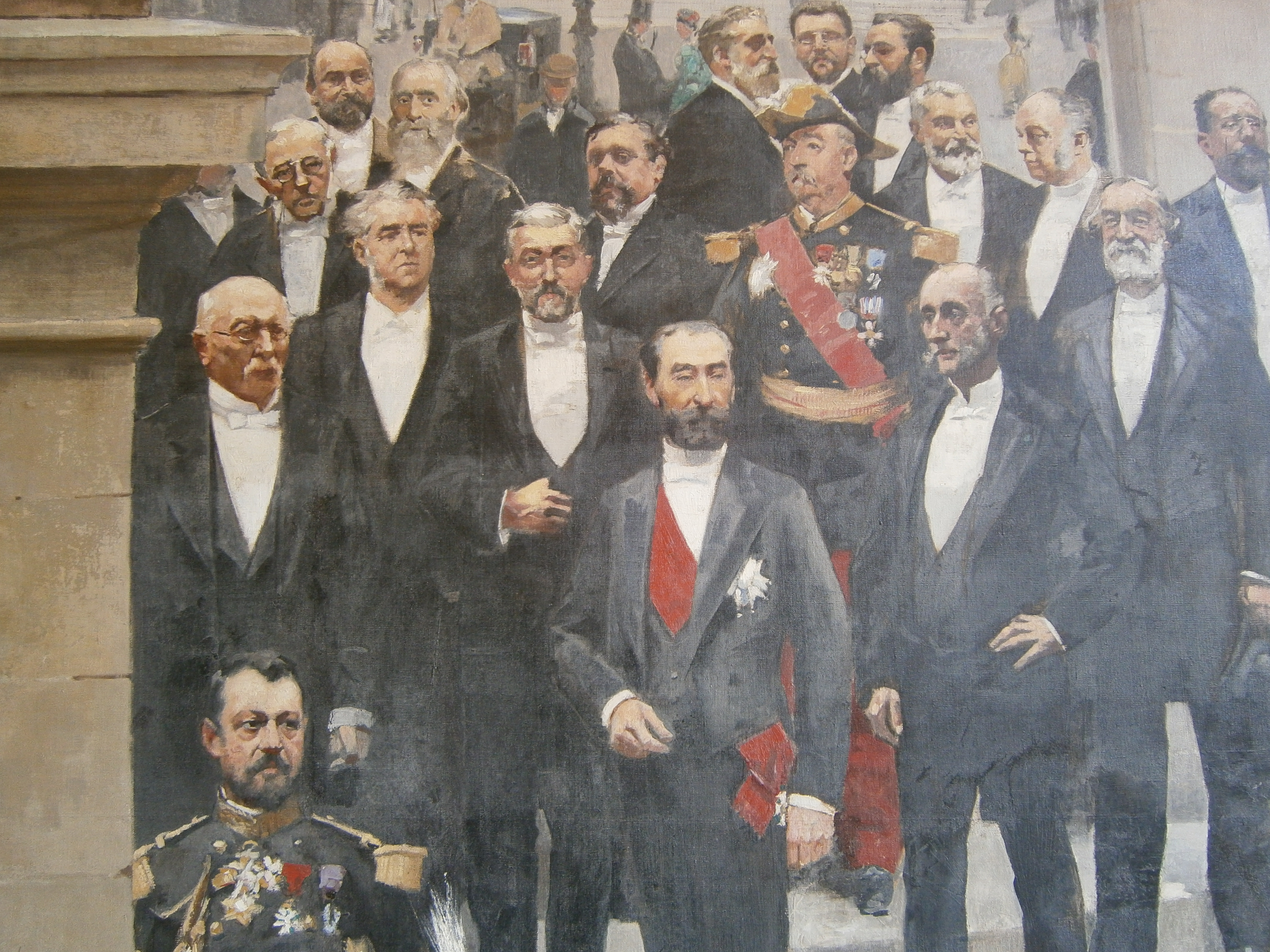
Ernest Constans (n°599)[14] (à gauche de Sadi Carnot)